# 黑果小檗
黑果小檗（学名：Berberis atrocarpa）是小檗科小檗属的植物，是中国的特有植物。分布于中国大陆的湖南、云南、四川等地，生长于海拔600米至2,800米的地区，多生长于马尾松林下、常绿阔叶林缘、山坡灌丛中、云南松林下或岩石上，目前尚未由人工引种栽培。

## 异名
- Berberis atrocarpa Schneid. var. suijiangensis S. Y. Bao